# リリー・カーター
リリー・カーター（Lily Carter、1990年4月15日 - ）は、アメリカ合衆国のポルノ女優である。

## 経歴
2013年、『LA Weekly』によって「次世代のジェナ・ジェイムソン」として挙げられた10人のうちの一人に選ばれたほか、CNBCによって「最も人気のあるポルノ俳優」12人のうちの一人に選ばれる。同年、第30回AVNアワード最優秀女優賞を受賞する。

## 受賞歴
- 2013年 - AVNアワード最優秀女優賞（『Wasteland』）